# Lakhdar Ben Tobbal
Lakhdar Ben Tobbal, (لاخضر بن توبال en árabe) también conocido como Souleiman Ben Tobbal, (Mila, 8 de enero de 1923 - Argel, 21 de agosto de 2010) fue un político y líder argelino, dirigente histórico de la Guerra de Independencia argelina (1954-1962). Desempeñó un papel vital como miembro del Frente de Liberación Nacional (FLN) y como miembro de la Organización Especial (OS). Tras la guerra fue nombrado ministro del Interior de Argelia entre 1958 y 1961. Falleció a los 87 años en Argel por enfermedad.

## Primeros años y primeros años en política
Nació en 1923 en Mila, una ciudad al noroeste de Argelia. Con origen turco, le llamaban 'el hombre chino' por su apariencia física. Desde joven aspiraba a vivir en un país libre, por lo que comenzó su militancia política en el Partido del Pueblo Argelino (PPA, liderado por Messali Hadj) a los 17 años en su ciudad natal. El PPA era un partido que abogaba por la independencia de Argelia y por la unidad árabe e islámica. Durante sus trece años de militancia allí conoció a compañeros que luego ocuparían cargos políticos y militares importantes en el Frente de Liberación Nacional, como Mohamed Boudiaf, Larbi Ben M'hi y Abdelhafid Boussouf. Tras el estallido de la Segunda Guerra Mundial en 1939, Ben Tobbal se afilió para luchar en las filas como miembro del PPA.

"Mi razón de ser era —y sigue siendo— luchar contra el imperialismo francés por la liberación nacional de Argelia, porque mi conciencia se rebela contra la arbitrariedad y la injusticia" Lakhdar Ben Tobbal en sus memorias

## Militancia y carrera política
Junto a Abdel Hafeez Boussouf fundó la Organización Especial (OS), un mecanismo paramilitar de la Argelia colonial desde donde se preparaba la lucha armada contra Francia. También participó en el Movimiento por el Triunfo de las Libertades Democráticas, partido nacionalista argelino que apareció en sustitución del Partido del Pueblo Argelino cuando éste se extinguió.
La Organización Especial y el Comité Revolucionario de Unidad de Acción (CRUA) se fusionaron y convirtieron en el Frente de Liberación Nacional (FLN), partido histórico en la liberación e independencia de Argelia. Ben Tobbal ascendió en el partido hasta convertirse en uno de los líderes históricos del FLN. De hecho, a Lakhdar Ben Tobbal, Abdelhafid Boussouf y Krim Belkacem se les conocía como los "3B", por su poder dentro de la organización. En 1951 los franceses le acusaron y condenaron, aunque continuó su actividad política desde la clandestinidad.
A raíz de la crisis del movimiento nacional y del FNL, Ben Tobbal y otros 21 líderes de la Organización Especial (OS) se reunieron en la villa de Clos Salambier en Argel y decidieron pasar a la lucha armada contra Francia. Este grupo se consolidó como el histórico Grupo de los 22. El grupo se reunió el 23 de junio de 1954, y allí se tomó la decisión de lanzar la revolución. El primer estallido se dio el 1 de noviembre de 1954, con la ayuda de Ben Tobbal como miembro del FLN y la OS en la rama más militar.

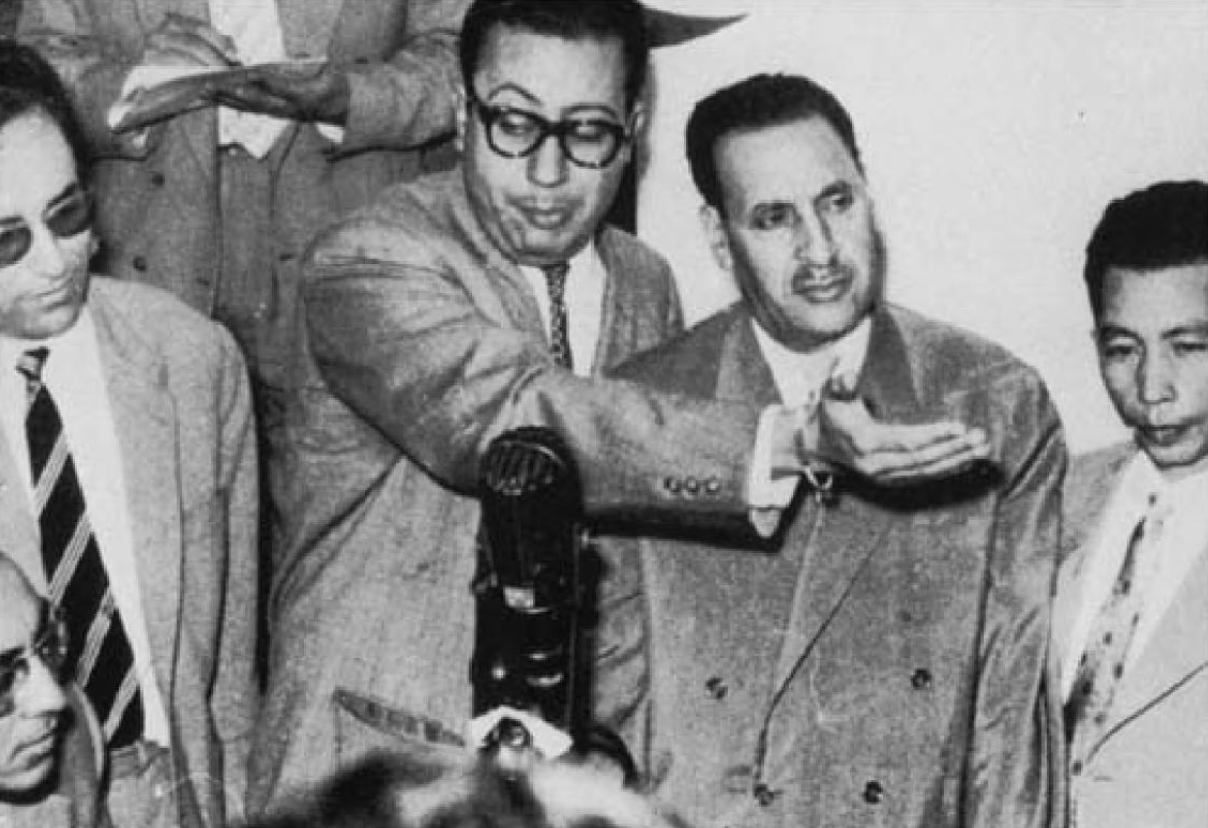
Proclamación del Gobierno Provisional de la República Argelina en 1958. De izquierda a derecha: Ben Youssef Ben Khedda, Mohammed Yazid, Ferhat Abbas y Lakhdar Ben Tobbal

Se convirtió en uno de los miembros históricos del FLN entre 1954 y 1962 durante la Guerra de Independencia argelina. Durante la guerra estuvo al mando de la zona de combate en los alrededores de Constantina, y siempre ocupó altos cargos en el movimiento nacional. Miembro del Consejo Nacional de la Revolución Argelina (CNRA), fue también miembro del gobierno del FLN en el exilio y formó parte del primer Gobierno Provisional de la República de Argelia (GPRA) a partir de 1958 como ministro de Interior (1958-1961).
Fue un miembro clave de los Acuerdos de Évian, firmados el 18 de marzo de 1962 como resultado de las negociaciones entre Francia y el Gobierno Provisional de la República de Argelia. Estos acuerdos se firmaron en Évian-les-Bains (Francia) y dieron fin a ocho largos años de guerra. En las negociaciones Ben Tobbal presionó para mantener la integridad del territorio argelino, incluyendo el Sáhara y sus recursos.

## Últimos años y fallecimiento
Tras la independencia de Argelia en 1962, Lakhdar Ben Tobbal se opuso a la presidencia de Ahmed Ben Bella, por lo que fue arrestado. Posteriormente salió de la vida política y se dedicó a otras cuestiones administrativas hasta su muerte en 2010. Falleció a los 87 años en el Hospital Militar Ain Al-Naja tras un largo periodo de enfermedad. Está enterrado en la plaza de los Mártires del cementerio de Al-Alia, en Argel.
A su muerte, el expresidente argelino Abdelaziz Buteflika mencionó que Ben Tobbal "se encuentra entre aquellos hombres que se distinguieron por su gran fe y sus firmes convicciones al servicio de una causa noble e histórica".

## Cargos y posiciones
- Militante en el Partido del Pueblo Argelino (PPA) (1937-1950)
- Miembro de la Organización Especial (OS) y del Frente de Liberación Nacional (FNL)
- Grupo histórico de los 22 (1954)
- Ministro del Interior del Gobierno Provisional de la República Argelina (GPRA; 1958-1961)
- Negociador en los Acuerdos de Évian (1962)